# Pararuellia poilanei
Pararuellia poilanei är en akantusväxtart som först beskrevs av Raymond Benoist, och fick sitt nu gällande namn av Cornelis Eliza Bertus Bremekamp och Nannenga-bremek.. Pararuellia poilanei ingår i släktet Pararuellia och familjen akantusväxter. Inga underarter finns listade i Catalogue of Life.